# به هیچ‌کس نگو
به هیچکس نگو (فرانسوی: Ne le dis à personne‎) فیلمی فرانسوی در سبک دلهره‌آور به کارگردانی گیوم کنه است که در سال ۲۰۰۶ منتشر شد. این فیلم بر اساس رمانی با همین نام نوشته هارلن کوبن است و کنه و فیلیپ لوفور نگارش فیلمنامه را عهده دار بودند. این اثر در مراسم جایزه سزار ۲۰۰۷ در فرانسه در چهار بخش برنده شد: بهترین کارگردانی (گیوم کنه)، بهترین بازیگر مرد (فرانسوا کلوزه)، بهترین ادیت و بهترین موسیقی فیلم. 

## بازیگران
- فرانسوا کلوزه در نقش الکساندر بک
- ماری-ژوزه کروز در نقش مارگو بک
- آندری دوسولیه در نقش ژاک لورنتین
- کریستین اسکات توماس در نقش هلن پرکینز
- فرانسوا برلئان در نقش اریک لوکوویچ
- ناتالی بای در نقش استاد الیزابت فلدمن
- ژان روشفور در نقش گیلبرت نوویل
- مارینا آندز در نقش ان بک
- ژیل لولوش در نقش برونو
- گیوم کنه در نقش فیلیپ نوویل
- سمیر گسمی در نقش ستوان سارائویی
- آن ماریون در نقش منشی الکس
- هارلن کوبن
- جلیل لیسپرت در نقش یائل گونزالس
- لوران لافیت
- تیری نوویک در نقش مارک برتاد
- فرانسیس برتین در نقش انتونیت لوکوویچ
- آندره دامان در نقش سیمون
- اولیویه مارشال در نقش برنارد والنتی
- ژان-پیر لوری

## تولید
فیلمنامه چند تفاوت با کتاب داشت: در رمان، متخصص شکنجه یک مرد آسیایی بود که در فیلم به یک زن سفیدپوست تبدیل شد. هویت قاتل نیز عوض شد. نویسنده کتاب در مصاحبه ای گفت که پایان فیلم را از پایان کتابش بیشتر می پسندد.